# Großmühlingen
Großmühlingen este o localitate cu 1059 de locuitori și o suprafață de 12,75 km² ce aparține de comuna Bördeland din Salzland, Saxonia-Anhalt, Germania.

## Geografie
Localitatea se află la sud-est de regiunea Magdeburger Börde în apropiere de orașele  Calbe (Saale) și Schönebeck (Elbe) iar la 25 de km depărtare se află Magdeburg. dealul Weinberg cu altitudinea de 111 m deasupra n.m. domină localitatea care se află într-o regiune de șes.
Coordonate: 51° 57' N, 11° 42' O